# Gymnocephalus acerinus
Gymnocephalus acerinus es una especie de peces de la familia Percidae en el orden de los Perciformes.

## Morfología
Los machos pueden llegar alcanzar los 20,3 cm de longitud total.

## Distribución geográfica
Se encuentra en  Europa Oriental.